# 帕特里西亚·沃尔科夫
帕特里西亚·阿马利亚·沃尔科夫-费尔南德斯（西班牙語：Patricia Amalia Volkow-Fernández；1957年11月16日—）是墨西哥的一个医生和艾滋病专家。她是墨西哥国家癌症研究所感染病学部门的负责人，也是墨西哥国家研究人员体系的成员。

## 生平
她出生于墨西哥城，是化学家埃斯特班·沃尔科夫和服装设计师帕尔米拉·费尔南德斯的女儿。她有一个双胞胎姐妹娜塔莉亚，以及两个姐姐：韦罗妮卡和诺拉。她的曾外祖父是俄罗斯革命家列夫·托洛茨基。她育有2个儿子（分别出生于1985年和1997年）和1个女儿（出生于1993年）。

## 出版物
- 《生物-感染性危险废物：医疗机构管理指南》（2006年），ISBN 9682476070